# 5288 Nankichi
5288 Nankichi è un asteroide della fascia principale. Scoperto nel 1989, presenta un'orbita caratterizzata da un semiasse maggiore pari a 2,6071308 au e da un'eccentricità di 0,1237046, inclinata di 11,90712° rispetto all'eclittica.
L'asteroide è dedicato allo scrittore giapponese Nankichi Niimi.